# Adriana Bazon
Adriana Bazon-Chelariu, nata Bazon (Copălău, 5 luglio 1963), è un'ex canottiera rumena, vincitrice di tre medaglie d'oro ai campionati del mondo e tre medaglie d'argento olimpiche.

## Carriera
Ha gareggiato alle Olimpiadi del 1984, 1988 e 1992 e a cinque campionati del mondo (tra il 1985 e il 1991), vincendo 10 medaglie, di cui tre medaglie d'oro ai campionati del mondo (nel 1987 a Copenaghen, in entrambe le categorie Otto (8+) e Quattro con (4+) e nel 1989 a Bled) e tre medaglie d'argento olimpiche (nel 1984 Los Angeles, nel 1988 a Seoul e nel 1992 a Barcellona). Ai Campionati mondiali di canottaggio del 1987, ha gareggiato con il suo cognome da nubile e dalle Olimpiadi del 1988, ha iniziato ad utilizzare il suo nome da sposata.

## Palmarès

### Internazionale
- Giochi Olimpici:
  - Medaglia d'argento: 1984 (8+), 1988 (8+)[5], 1992 (8+)
  - Medaglia di bronzo: 1988 (4+)[6]
- Campionato del mondo:
  - Vincitrice: 1987 (8+), 1987 (4+), 1989 (8+)
  - Medaglia di bronzo: 1985 (8+), 1986 (8+), 1989 (4+), 1991 (8+)